# Медсестра на військовому обході
«Медсестра на військовому обході» (італ. La soldatessa alla visita militare) — італійська еротична комедія режисера Нандо Чічеро.
Прем'єра відбулась 2 вересня 1977 року.

## Сюжет
Лікарка Єва Маріні, яка проводить медичні огляди призовників, бажає стати військовим фельдшером, для чого подає запит до міністерства. Ті не дуже хочуть бачити жінку в армії і відправляють її до табору Z, подалі у глухе місце. До цього табору також прибувають нових 4 військовослужбовців, один з яких дикун Гавіно Пірас. Керівником табору є полковник Нарцисо Ф'яскетта, вояка з дитинства, головним лікарем капітан Лопес. Полковник має пунктик щодо будівництва шпигунського тунелю. Лейтенант лікар Маріні прибуває тоді, коли Піраса прикували до стовпа за непокірність. Єва закохується у Піраса, приводить його до норми. У таборі також є капелан, який всіляко допомагає солдатам. Проблемою табору є те, що у солдат вже давно не було жінок, через що у них знижується військова придатність. Полковник Ф'яскетта, лейтенант Маріні, священик та полковник Фаріна по-своєму намагаються вирішити дану проблему.

## Актори
| Актор                 | Роль                        |
| --------------------- | --------------------------- |
| Едвіж Фенек           | лейтенант Єва Маріні        |
| Ренцо Монтаньяні      | полковник Нарцисо Ф'яскетта |
| Альваро Віталі        | Альваро Кваттромані         |
| Мікеле Гамміно        | Гавіно Пірас                |
| Лео Ґульотта          | капітан Лопес               |
| Фіоренцо Фіорентіні   | гарантійний офіцер          |
| Жак Стані             | полісмен Мусумекі           |
| Ніно Терцо            | капрал                      |
| Ренцо Оццано          | сержант                     |
| Тіберіо Мурджа        | генерал Паттерсон           |
| Лучіо Монтанаро       | солдат із гемороєм          |
| Енріко Берускі        | священик                    |
| Маріо Каротенуто      | полковник Фаріна            |
| Граціелла Полезінанті | Граціелла, дочка Гуардуччі  |
| Данте Клері           | комендант Гуардуччі         |
| Карло де Роса         | солдат                      |
| Маріо Савіні          | солдат                      |
| Діно Емануеллі        | солдат                      |
| Сезаре Де Віто        | солдат                      |
| Марчелло Паскуччі     | солдат                      |
| Енріко Ебейт          | солдат                      |
| Тоні Морган           | солдат                      |

## Знімальна група
- Режисер — Нандо Чічеро
- Продюсер — Лучіано Мартіно
- Сценаристи — Нандо Чічеро, Франческо Міліція, Енні Альберт, Мікеле Гамміно
- Оператор — Джанкарло Феррандо
- Композитор — П'єро Уміліані
- Художники — Джакомо Кало Кардуччі, Сільвіо Лауренці
- Монтаж — Данієле Алабізо